# Leszek Engelking
Leszek Maria Engelking (Chorzów, 2 febbraio 1955 – Pruszków, 22 ottobre 2022) è stato un poeta, scrittore e traduttore polacco.

## Elenco delle opere (titoli in polacco)

### Prosa
- Szczęście i inne prozy (Varsavia 2007) ISBN 978-83-7233-116-8

### Poesia
- Autobus do hotelu Cytera (Varsavia 1979)
- Haiku własne i cudze (Cracovia 1991)
- Mistrzyni kaligrafii i inne wiersze (Cracovia 1994) ISBN 83-7081-115-9
- Dom piąty (Cracovia 1997) ISBN 83-7081-377-1
- I inne wiersze (Cracovia 2000) ISBN 83-7081-395-X
- Muzeum dzieciństwa (Poznan 2011) ISBN 978-83-62717-13-2
- Komu kibicują umarli? (Poznan 2013) ISBN 978-83-62717-75-0

### Antologie
- Wyspy na jeziorze (Cracovie 1988; antologia poezji brytyjskiej i amerykańskiej)
- Oleg Pastier, Karol Chmel, Ivan Kolenič, Oko za ząb. Trzej współcześni poeci słowaccy, Sejny 2006, ISBN 83-86872-83-7
- Maść przeciw poezji. Przekłady z poezji czeskiej, Breslavia 2008, ISBN 978-83-60602-69-0

### Saggistica
- Vladimir Nabokov (Varsavia 1989) ISBN 83-07-01628-2
- Vladimir Nabokov. Podivuhodný podvodník (Olomouc 1997) ISBN 80-7198-258-X
- Surrealizm, underground, postmodernizm. Szkice o literaturze czeskiej (Lodz 2001) ISBN 83-7171-458-0
- Codzienność i mit. Poetyka, programy i historia Grupy 42 w kontekstach dwudziestowiecznej awangardy i postawangardy (Lodz 2005) ISBN 83-7171-826-8
- Chwyt metafizyczny. Vladimir Nabokov - estetyka z sankcją wyższej rzeczywistości (Lodz 2011) ISBN 978-83-7525-624-6
- Nowe mity. Twórczość Jáchyma Topola (Lodz 2016) ISBN 978-83-8088-038-2

## Traduzioni
Engelking ha tradotto le opere di poeti e scrittori quali M. Ageyev, Nikolai Gumilev e Maximilian Voloshin (dal russo), Michal Ajvaz, Ivan Blatný, Egon Bondy, Jakub Deml, Vratislav Effenberger, Daniela Hodrová, Miroslav Holub, Milena Jesenská, Josef Kainar, Ladislav Klíma, Jiří Kolář, Jaroslav Seifert, Jáchym Topol, Jaroslav Vrchlický,  Oldřich Wenzl e Ivan Wernisch dal ceco, sor Juana Inés de la Cruz, Federico García Lorca, Jorge Luis Borges, Abel Murcia e Gerardo Beltrán (dallo spagnolo), Charles Bukowski, Basil Bunting, Richard Caddel, Hilda Doolittle, Amy Lowell, Vladimir Nabokov, Ezra Pound, Christopher Reid e William Butler Yeats (dall'inglese).

## Libri di poesia all'estero
- Wid cioho ne wmyrajut'..., Leopoli, 1997, Ucraina
- A jiné básně a jiné básně, Olomouc, 1998, Repubblica Ceca
- Your Train the Local, Reading, Pa, 2001, Stati Uniti
- Paulina's House, Reading, Pa, 2002, Stati Uniti
- Zanechala si otlačky prstov na mojej koži, Bratislava, 2005, Slovacchia
- Museo de la infancia, Saragozza, 2010, Spagna